# 4036 Whitehouse
4036 Whitehouse è un asteroide della fascia principale. Scoperto nel 1987, presenta un'orbita caratterizzata da un semiasse maggiore pari a 2,7988357 au e da un'eccentricità di 0,1514110, inclinata di 4,68079° rispetto all'eclittica.
L'asteroide è dedicato al divulgatore britannico David Whitehouse.